# Balthazar (voornaam)
Balthazar of Balthasar is een voornaam, naar een van de drie koningen uit de legende die is ontstaan als uitbreiding op het verhaal van de Wijzen uit het oosten, zoals dat in het Evangelie volgens Matteüs wordt verteld.
Balthazar is van oorsprong een Babylonische naam die '(de god) Bel beschermt' betekent.
De kerkelijke feestdag valt op 6 januari.

## Bekende naamdragers
- Balthasar (heilige)
- Balthasar van Thüringen
- Balthasar Bekker (1634-1698)
- Balthasar Gerards
- Balthazar Getty, Amerikaanse acteur
- Balthazar Boma, uit F.C. De Kampioenen (televisie)
- Baltazar Maria de Morais Júnior, Braziliaanse voetballer

## Achternaam
- Herman Balthazar
- Hans Urs von Balthasar

## Spelling
In sommige Franse Bijbelvertalingen wordt de naam van koning Belsazar geschreven als Balt(h)azar. Het is niet duidelijk of het inderdaad dezelfde naam is als de naam van de wijze uit het Oosten.